# گاببالا
گاببالا (انگلیسی: Gabbala) یک روستا در کشور سری‌لانکا است.